# Gråzon
En gråzon eller grå zon är ett gränsområde mellan två (eller flera) olika företeelser. Det innebär att något är otydligt definierat, svårt att definiera eller rent av omöjligt att definiera, eller att definitionen flyttar sig. Ofta handlar det om mer eller mindre abstrakta kategorier eller fenomen.

## Varianter
Det finns flera slag av gråzoner:
- En juridisk gråzon betecknar ett område där det saknas lagstiftning eller prejudikat, eller där lagen inte tillämpats på så länge, att det är oklart huruvida man kan tillämpa den. Exempel: Importen av bönstjärtade reptiler befinner sig i en handelsrättslig gråzon. Det kan också beröra ett otydligt gränsland mellan offentlig rätt och privaträtt.[3]
  - Det kan även mer konkret syfta på ett omtvistat havsområde där endast fartyg från de två tvistande parterna tillåts ägna sig åt fiske. Denna zon står i motsats till en vit zon som är omtvistad men inte tillhör något lands territorialvatten.[4]
- En etisk gråzon betecknar ett moraliskt dilemma där man varken kan veta ut eller in, och kanske aldrig kan avgöra vad som är rätt och fel. Exempel: Är det alltid fel att döda? Även om man dödar en massmördare? Är det rätt att ge uppmärksamhet åt familjetragedier genom poddar och böcker kring true crime?[5]
- En definitionsmässig gråzon anger att det helt enkelt är svårt att ordna delar av verkligheten till en viss kategori. Exempel: Var går gränsen mellan sex och övergrepp?[6]
- Ett nationellt gråzonstillstånd, som beskriver ett nationellt tillstånd som varken är fred eller krig.[7]

## Gränser och tolerans
Betecknande för gråzoner är att de slutar vid den så kallade anständighetens gräns. Det innebär att de tenderar att vara större i samhällen (och hos människor) med större tolerans, och mindre i miljöer och samhällen med totalitarism och fundamentalism som inslag.
Många människor anser gråzoner vara något helt naturligt. Andra reagerar däremot med misstänksamhet och en känsla av att något är defekt eller ofullständigt om en gråzon förekommer.